# Noșlac
Noșlac – wieś w Rumunii, w okręgu Alba, w gminie Noșlac. W 2011 roku liczyła 749 mieszkańców.